# 프레디 (축구 선수)
프레데리쿠 지 카스트루 호케 두스 산투스(Frederico de Castro Roque dos Santos, 1979년 8월 14일 ~ ) 또는 프레디(Freddy)는 앙골라의 전직 축구 선수이다. 현역 시절 포지션은 공격수였다.